# ایکلوکلو (تاکنا)
ایکلوکلو (به اسپانیایی: Ichocollo) یک کوه در پرو است که در Peru, Tacna Region, Candarave Province, Tarata Province واقع شده‌است. ایکلوکلو ۴٬۴۰۰ متر بالاتر از سطح دریا واقع شده‌است.